# Euploea menodice
Euploea menodice är en fjärilsart som beskrevs av Hans Fruhstorfer 1910. Euploea menodice ingår i släktet Euploea och familjen praktfjärilar. Inga underarter finns listade i Catalogue of Life.